# コンスタル114Na
114Naは、かつてポーランドに存在した鉄道車両メーカーのコンスタル（現：アルストム・コンスタル）が開発した路面電車車両。車内の一部がバリアフリーに適した低床構造となっている連接車である。

## 概要
ポーランドの鉄道車両メーカーであり、社会主義国家時代の路面電車車両製造を独占的に担っていたコンスタルは、1990年代以降バリアフリーに適した超低床電車の開発に取り掛かった。1995年に最初の車両となる112Nが製造された後、改良型車両として開発された第2の試作車が114Nである。
112Nとの最大の相違点は編成が片運転台式の3車体連接車に改められた事で、中間車体の乗降扉付近、車内全体の15 %が床上高さ340 mmの低床構造となっており（部分超低床電車）、車椅子が固定可能なフリースペースが設置されている。それ以外の箇所は床上高さ890 mmの高床構造となっており、双方の間には3段のステップが設置されているが、このステップについても112Nから幅が広くなっている他右側面に寄せて配置されており、往来の容易さが図られている。車内には暖房が設置されている一方で冷房装置は搭載されておらず、夏季の温度調節は開閉可能な側窓による自然換気によって行われる。
電気機器や台車については112Nと同様の機構が採用され、制御装置に電機子チョッパ制御を用いる事で回生ブレーキの使用を可能にしており、電力消費量が抑えられている。

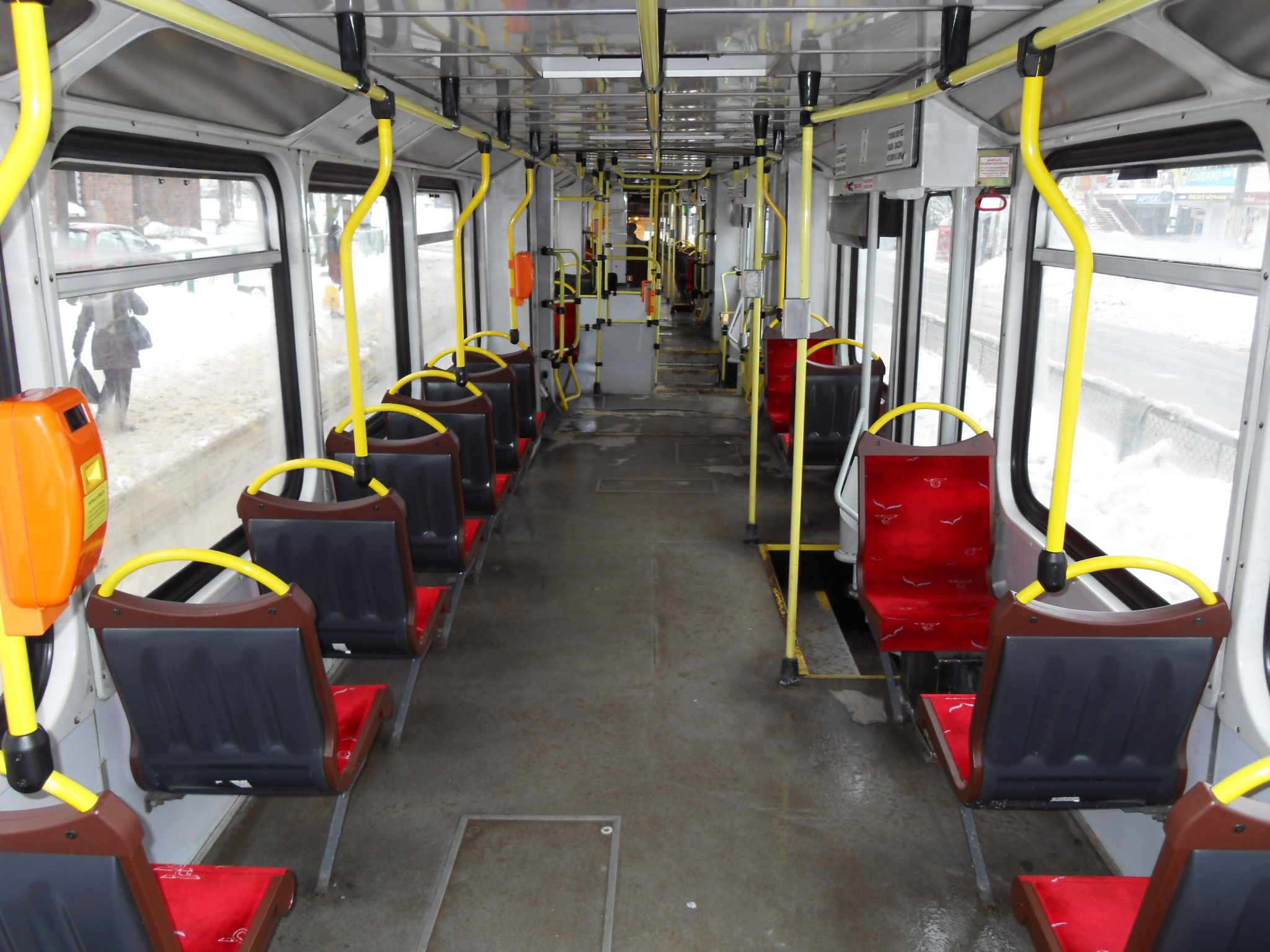
車内
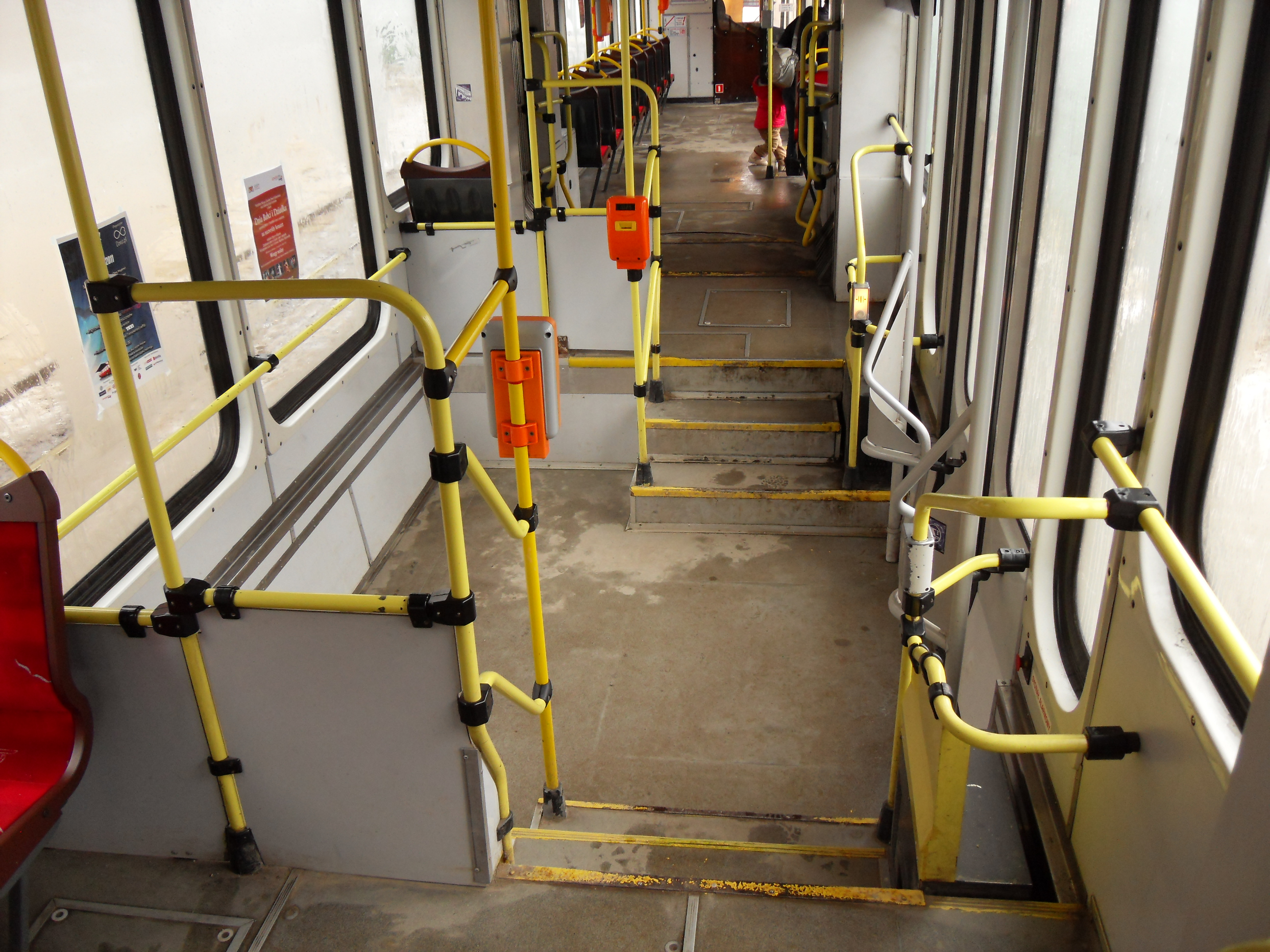
車内（中間車体）
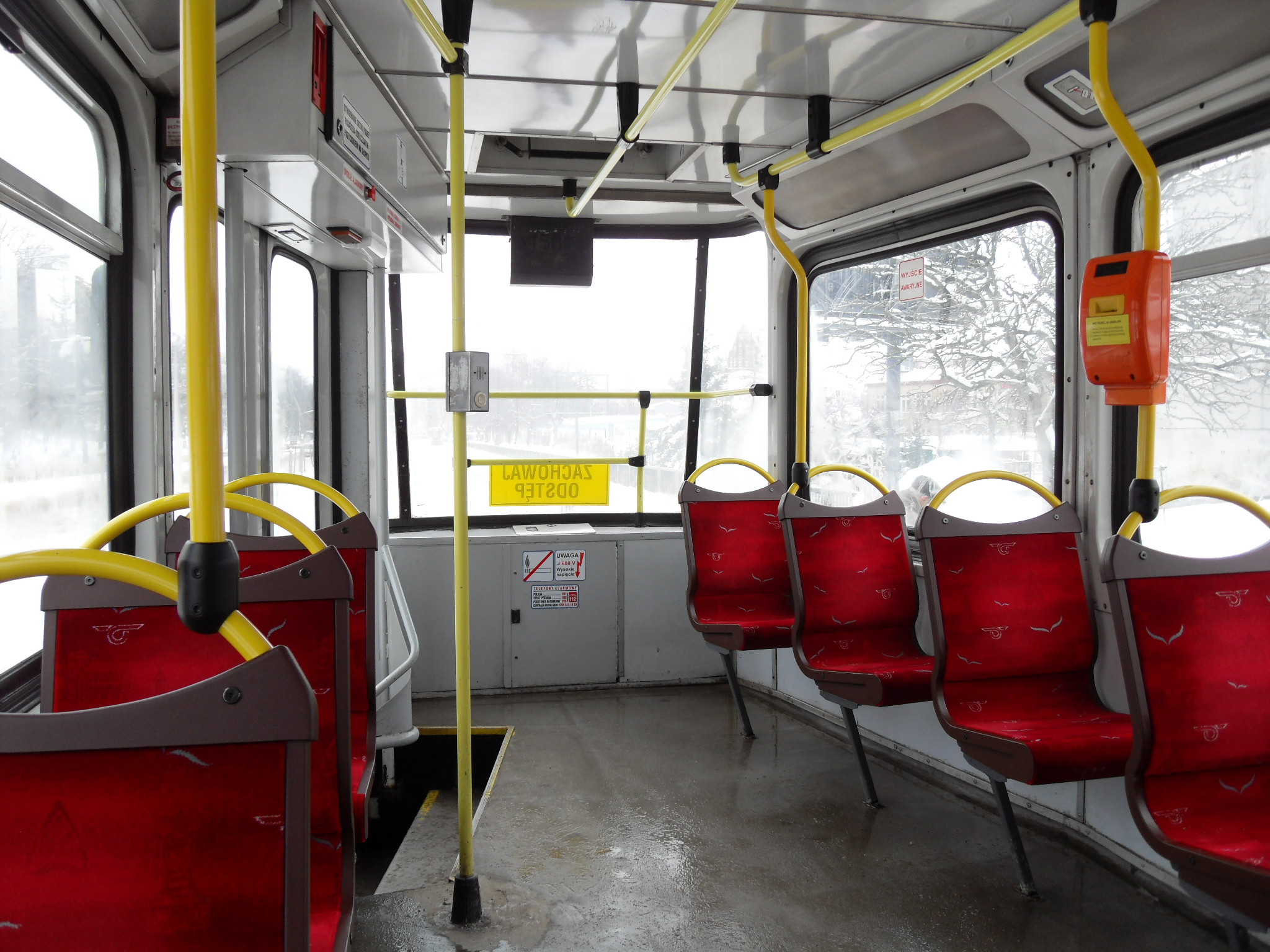
車内（後方車体）
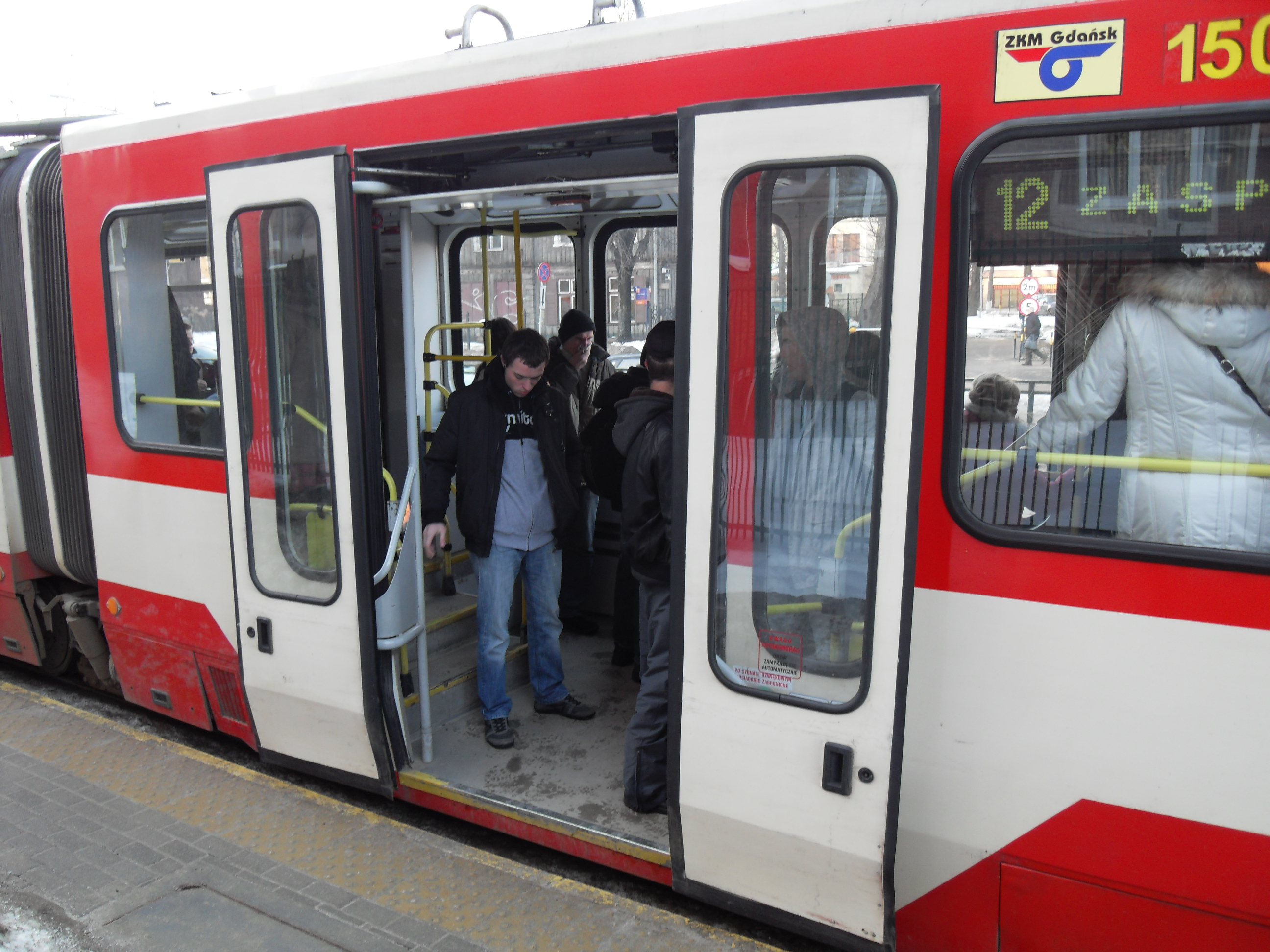
中間車体は低床構造となっている
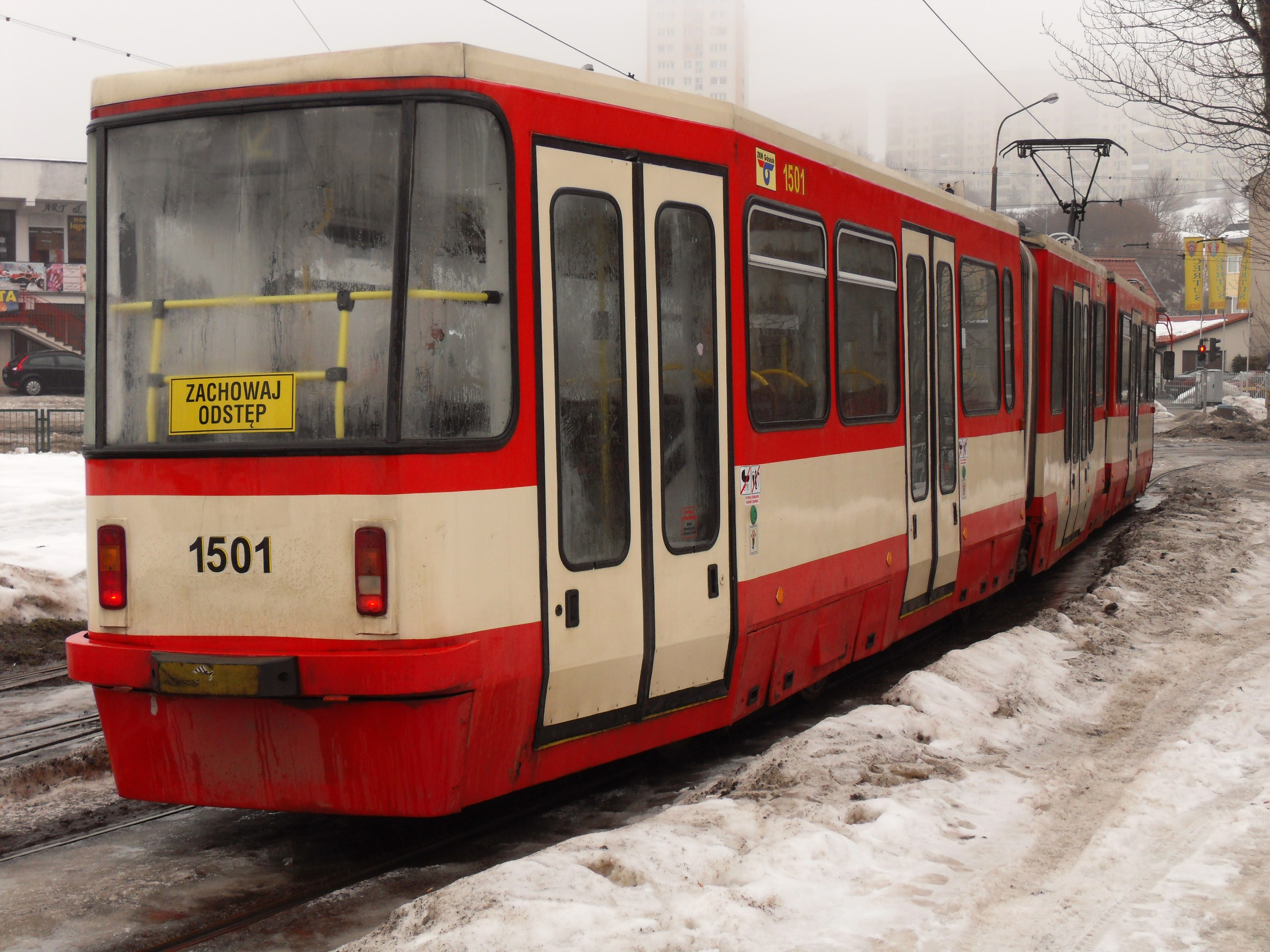
後方車体には運転台が設置されていない

## 運用
1997年に2両が製造されて以降、グダニスク市内を走るグダニスク市電で使用されており、それぞれ「1501」「1502」の形式名が与えられている。製造当初、制御装置はIGBTトランジスタが用いられていたが、初期故障が頻発した事を受けてGTOサイリスタへの変更工事が行われた。また、1501は2012年にモダトランスによる大規模なリニューアル工事が実施され、前面形状が変更された他、座席や側窓の交換も実施された。一方、1502についても2016年から2017年にかけて運転台や座席、車内情報案内装置の更新が行われたが、グダニスク市電初の超低床電車と言う歴史的価値を考慮して車体の改造は行われず、撤去された旧来の部品も将来の動態保存に向けて保管されている。

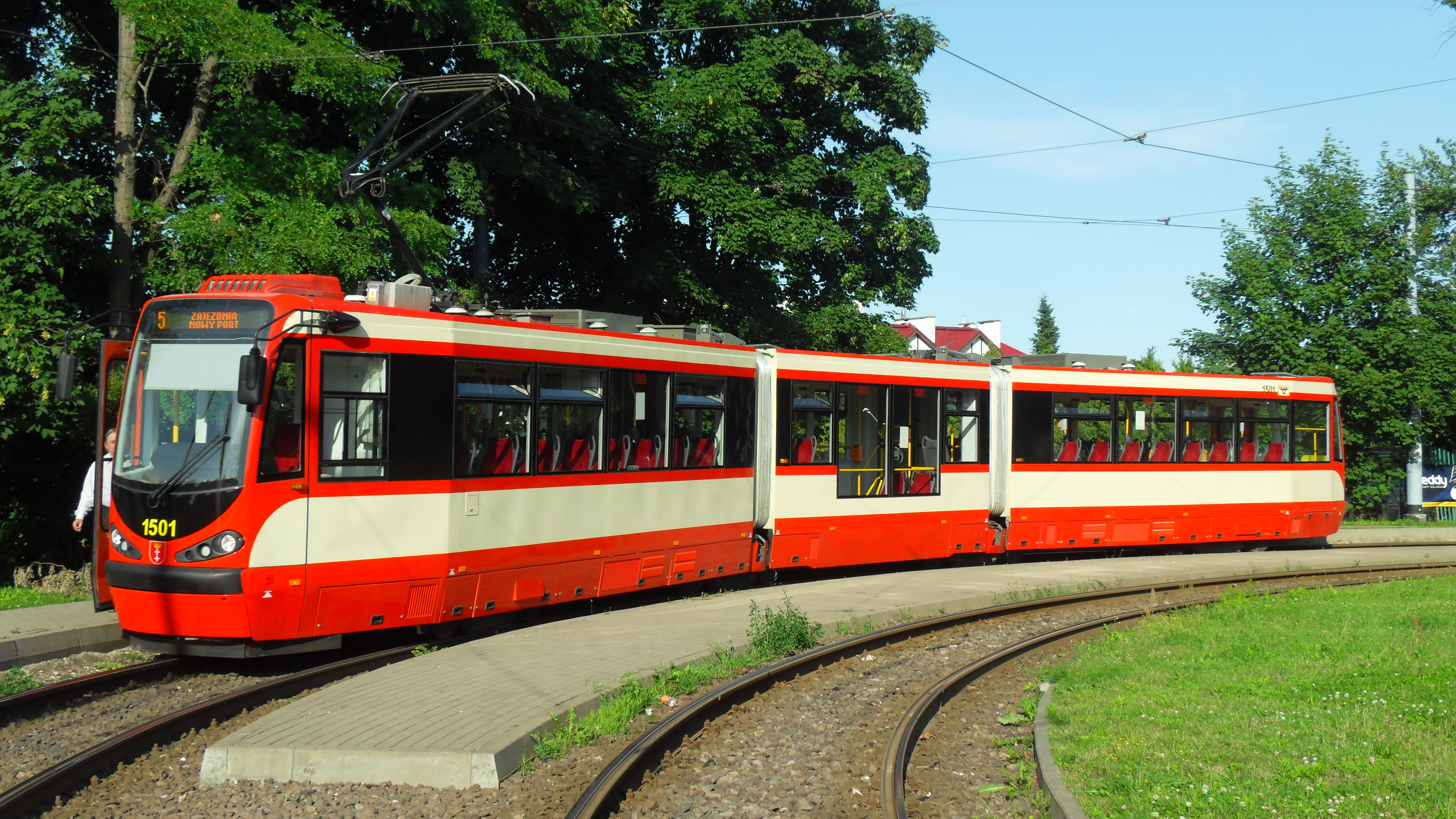
リニューアル工事が実施された1501（2013年撮影）
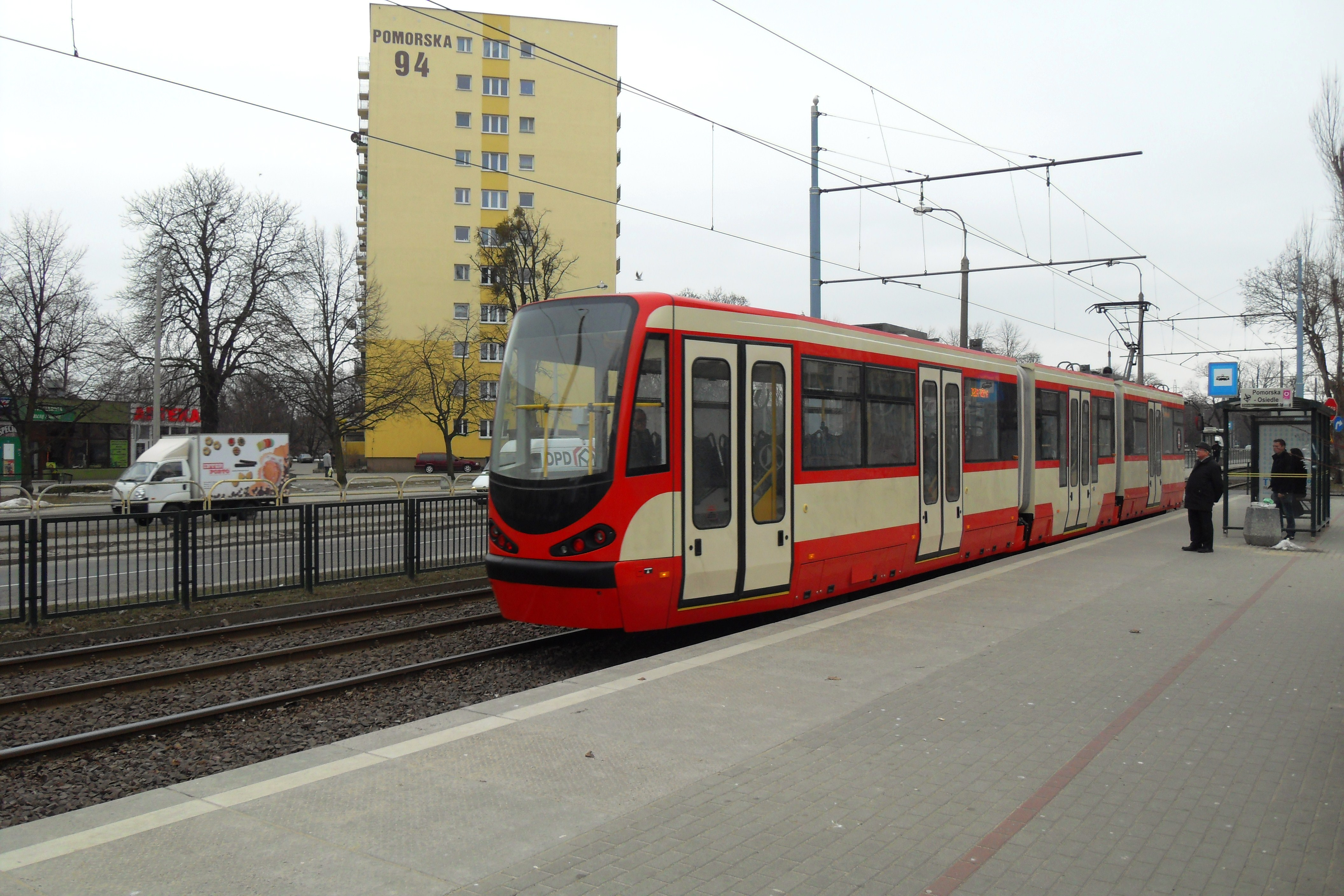
リニューアル工事後の1501の後方車体（2013年撮影）
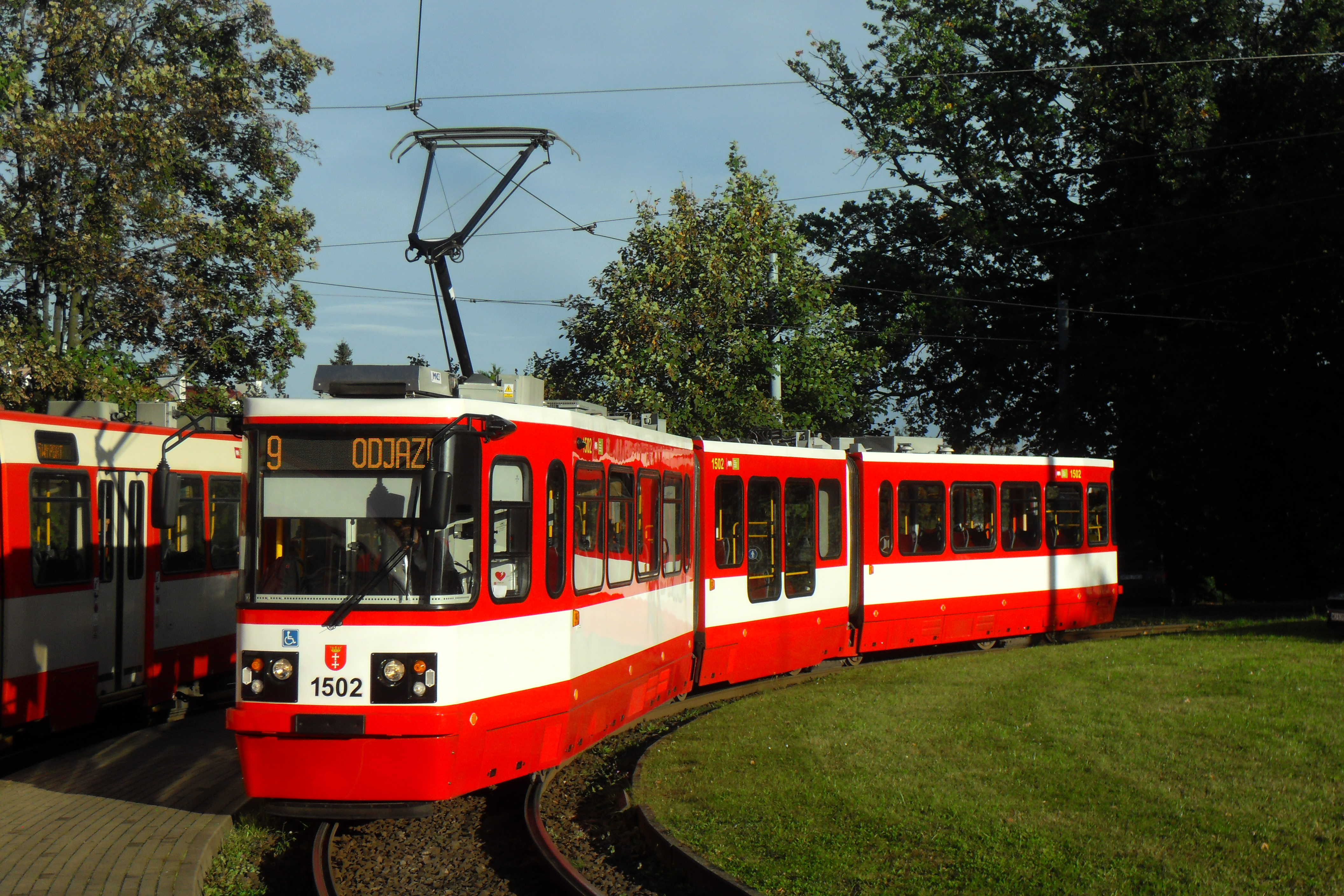
1502は登場時の外見や塗装が維持されている（2017年撮影）

## 関連形式
- その他コンスタル（→アルストム・コンスタル）製の超低床路面電車[3]

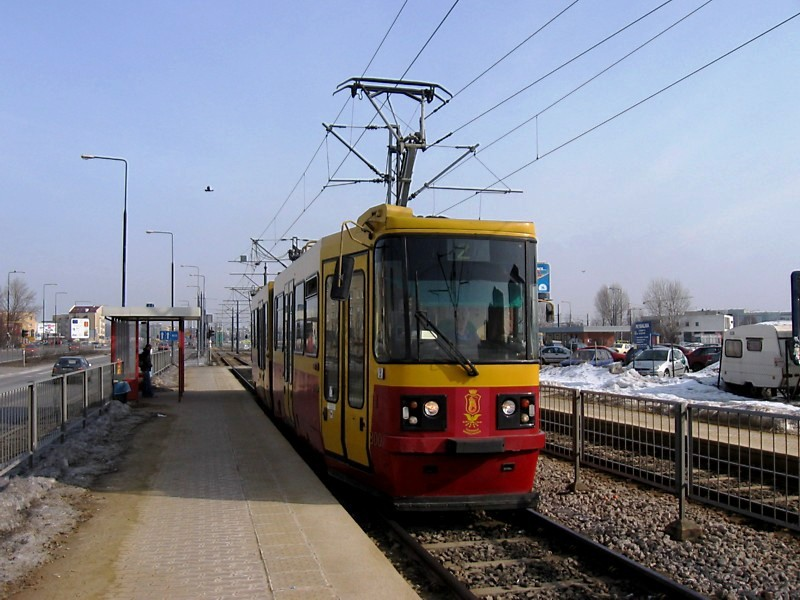
112N
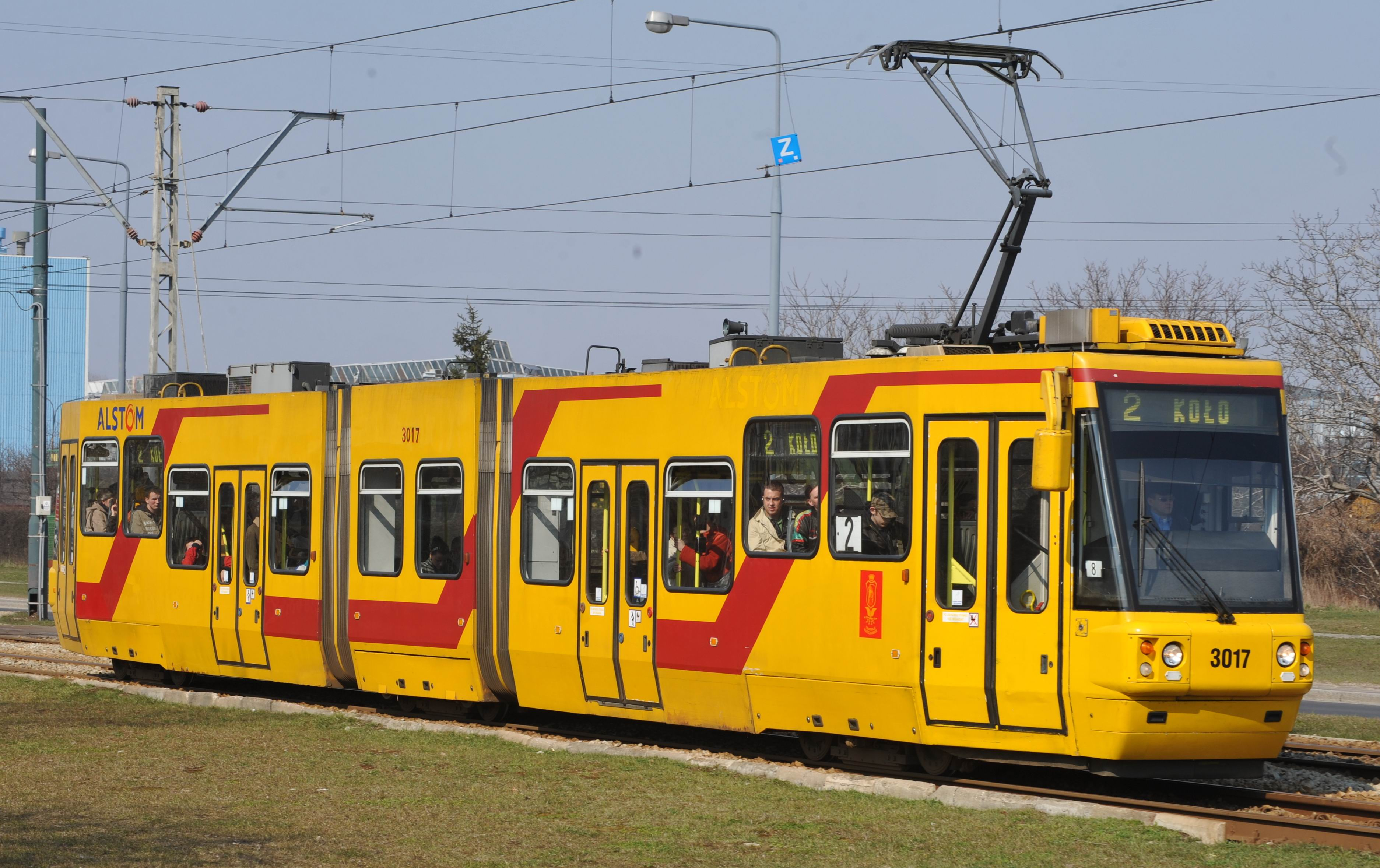
116N
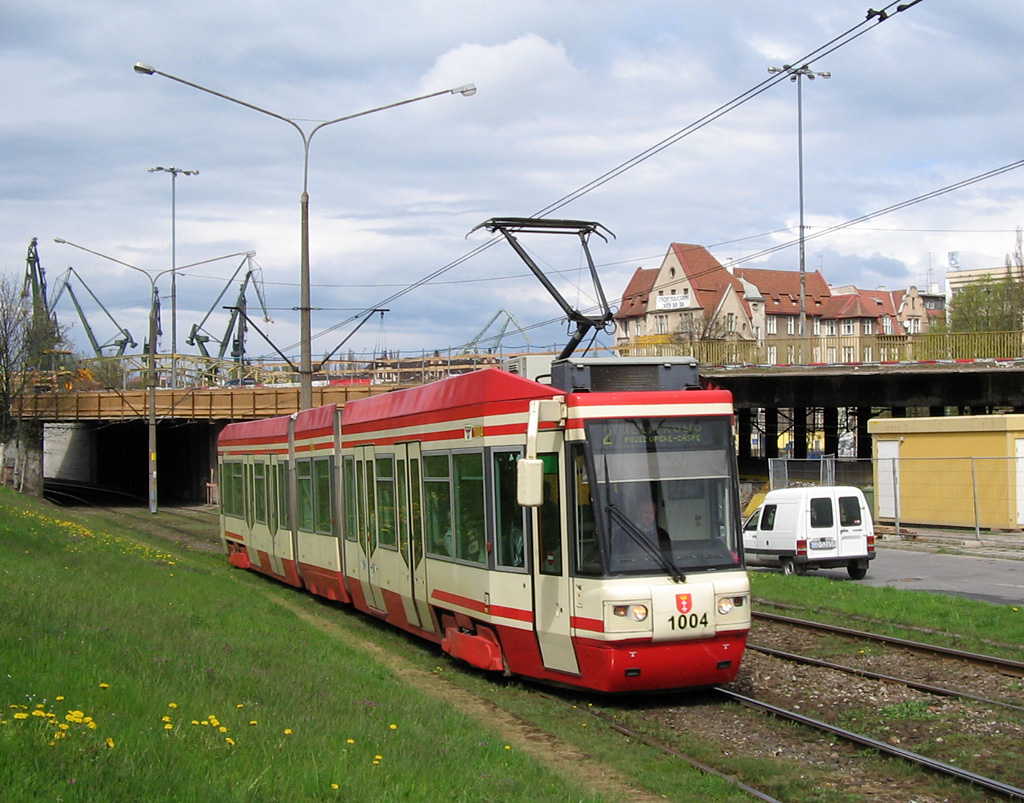
シタディス100（NGd-99）
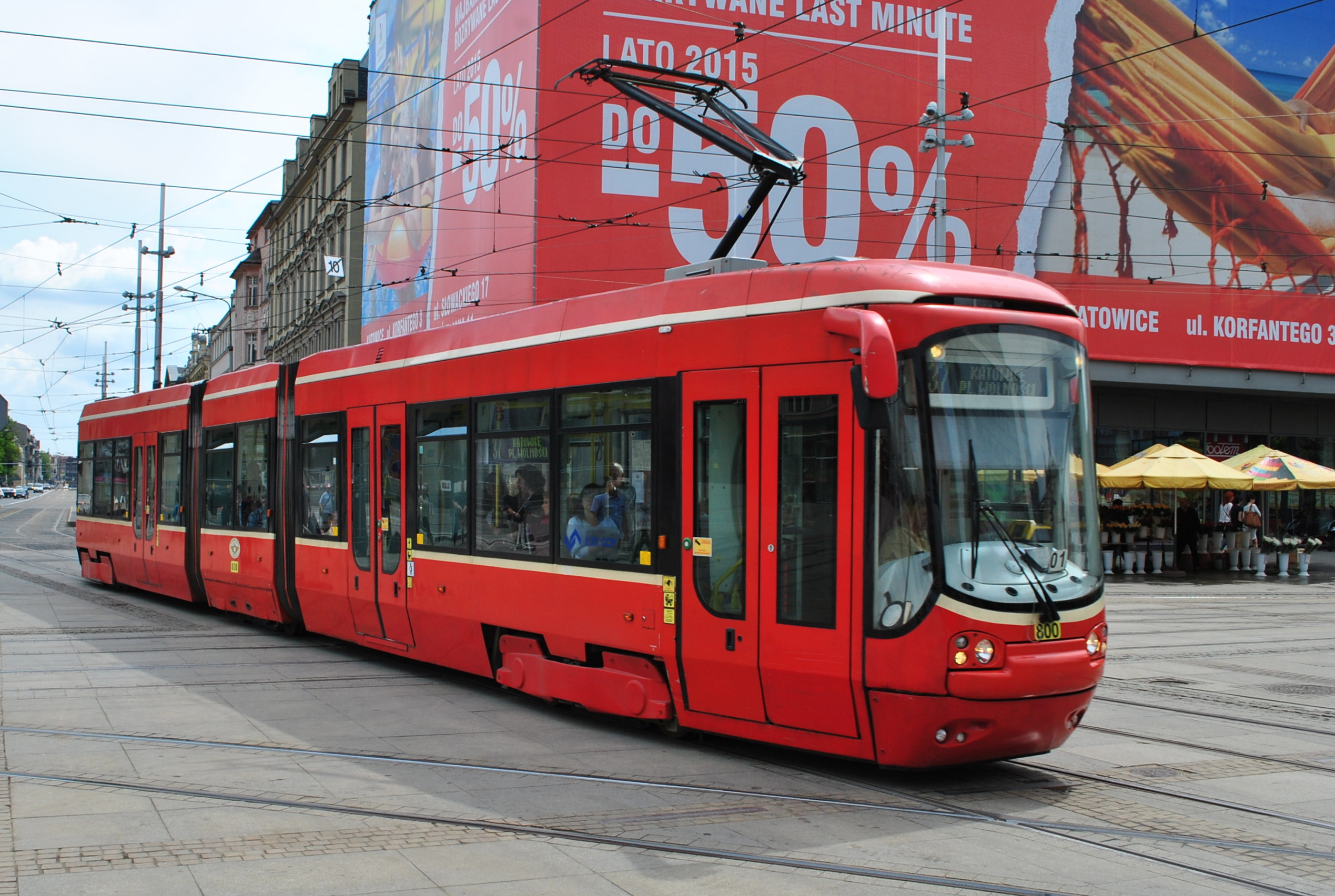
シタディス100（116Nd）

## 参考資料
- Zbigniew Rusak (2000-3). “Tramwaje niskopodłogowe w Polsce” (PDF). TTS Technika Transportu Szynowego (Instytut Naukowo-Wydawniczy "TTS" Sp. z o.o):  23-33 2020年6月18日閲覧。.

- Marek Graff (2015/7-8). “Nowy tabor tramwajowy w Polsce”. TTS Technika Transportu Szynowego (Instytut Naukowo-Wydawniczy "TTS" Sp. z o.o):  46-63 2020年6月18日閲覧。.